# Hypnoidus narynensis
Hypnoidus narynensis is een keversoort uit de familie kniptorren (Elateridae). De wetenschappelijke naam van de soort is voor het eerst geldig gepubliceerd in 1998 door Dolin & Cate.